# بوشيني كندي
بوشيني كندي (الاسم العلمي: Puccinia canadensis) هو نوع من الفطريات يتبع جنس البوشيني من فصيلة البوشينية.